# Glypta talamanca
Glypta talamanca là một loài tò vò trong họ Ichneumonidae.